# مدينة الفنون والعلوم

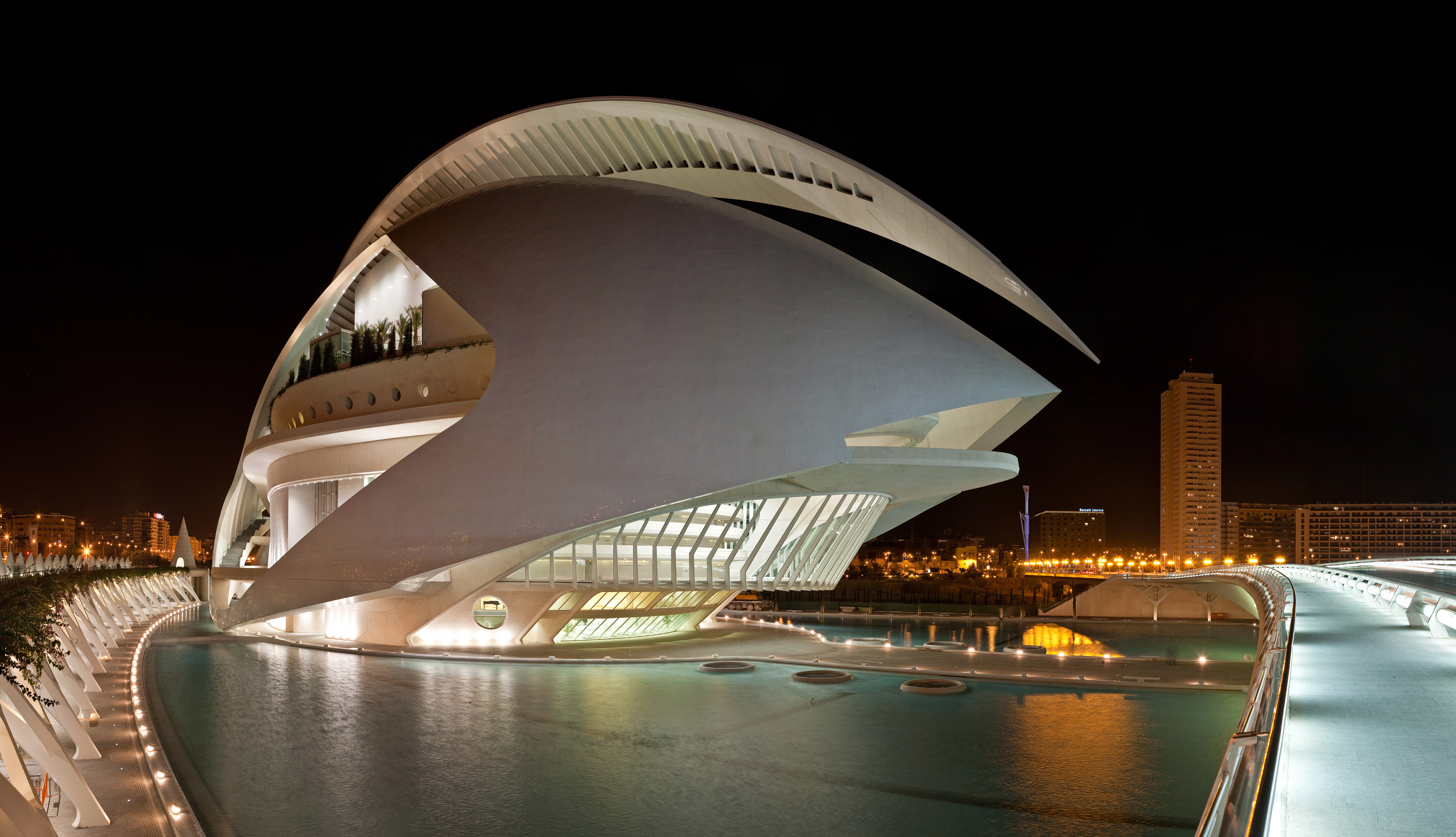
متحف الفنون الملكة صوفيا

مدينة الفنون والعلوم (بالإسبانية: Ciudad de las Artes y las Ciencias، بالكتالونية: Ciutat de les Arts i les Ciències)، هو مجمع معماري يتألف من خمسة هياكل مختلفة مقسمة في ثلاثة مجالات: الفن، والعلم والطبيعة. وتغطي مساحة 350.000 م². بقاع جاف بنهر توريا ببلنسية، إسبانيا، صممها المهندس المعماري الفالنسي سانتياغو كالاترافا، واختيرت سنة 2007 ضمن قائمة كنوز إسبانيا الإثنى عشر.
بدأت الأشغال في تموز / يوليو 1996، وهو مثال للعمارة العضوية، وذلك بفضل نوعية فن البناء، تمكن من الجمع بين العناصر الشكلية والمحتوى، عاكساً تقاليد الحوض البحر الأبيض المتوسط من خلال مسرحية الألوان الزرقاء وبرك المياه والاسمنت الأبيض.

## المناطق السبعة
تتوزع مدينة الفنون والعلوم على سبع مناطق، بدأت أشغالها في يوليو 1996، وتحولت حين انشائها إلى مثال مثير للإعجاب من العمارة المعاصرة. تتألف من العناصر التالية:

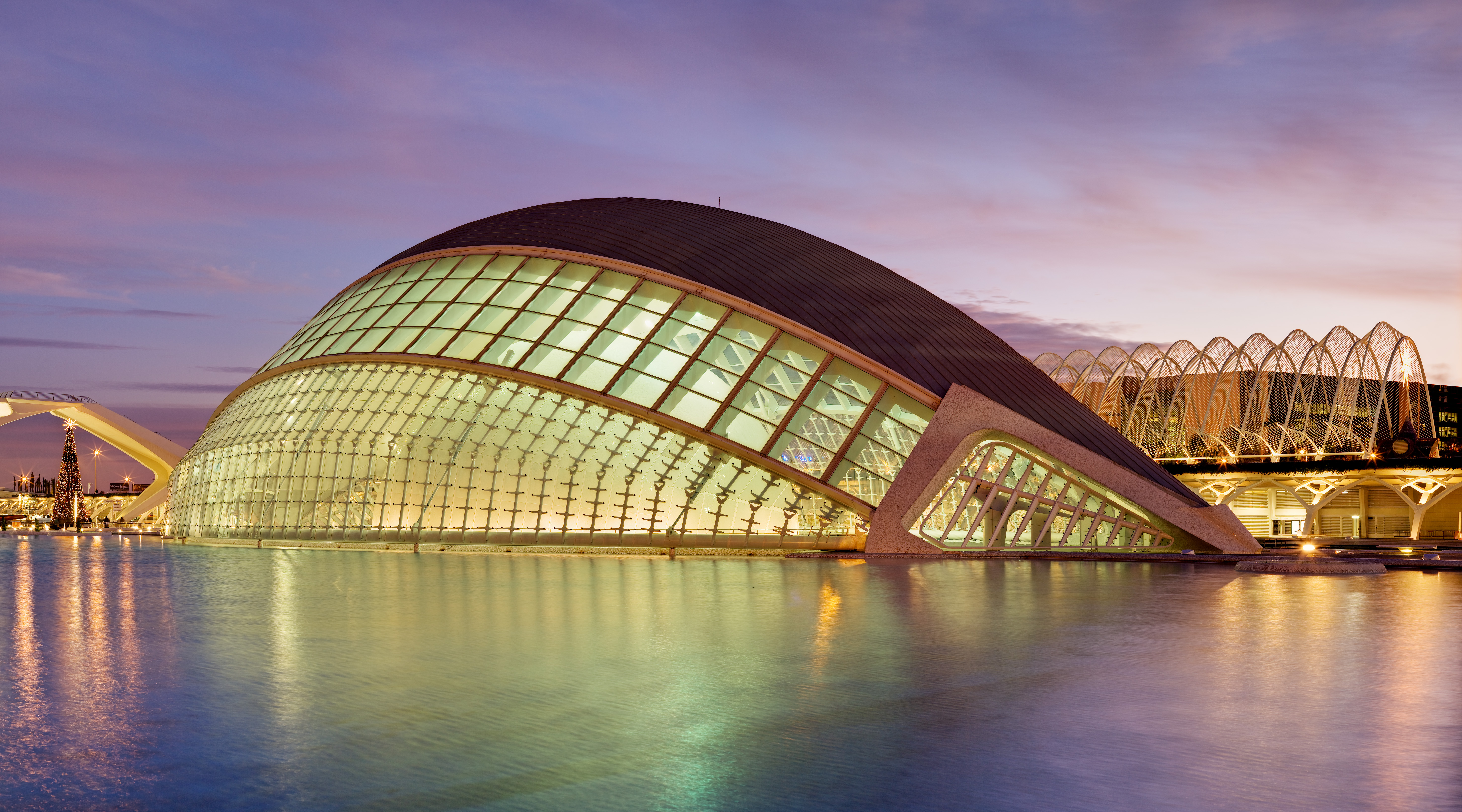
هيميسفيريك

### هيميسفيريك (نصف قبة كروية)

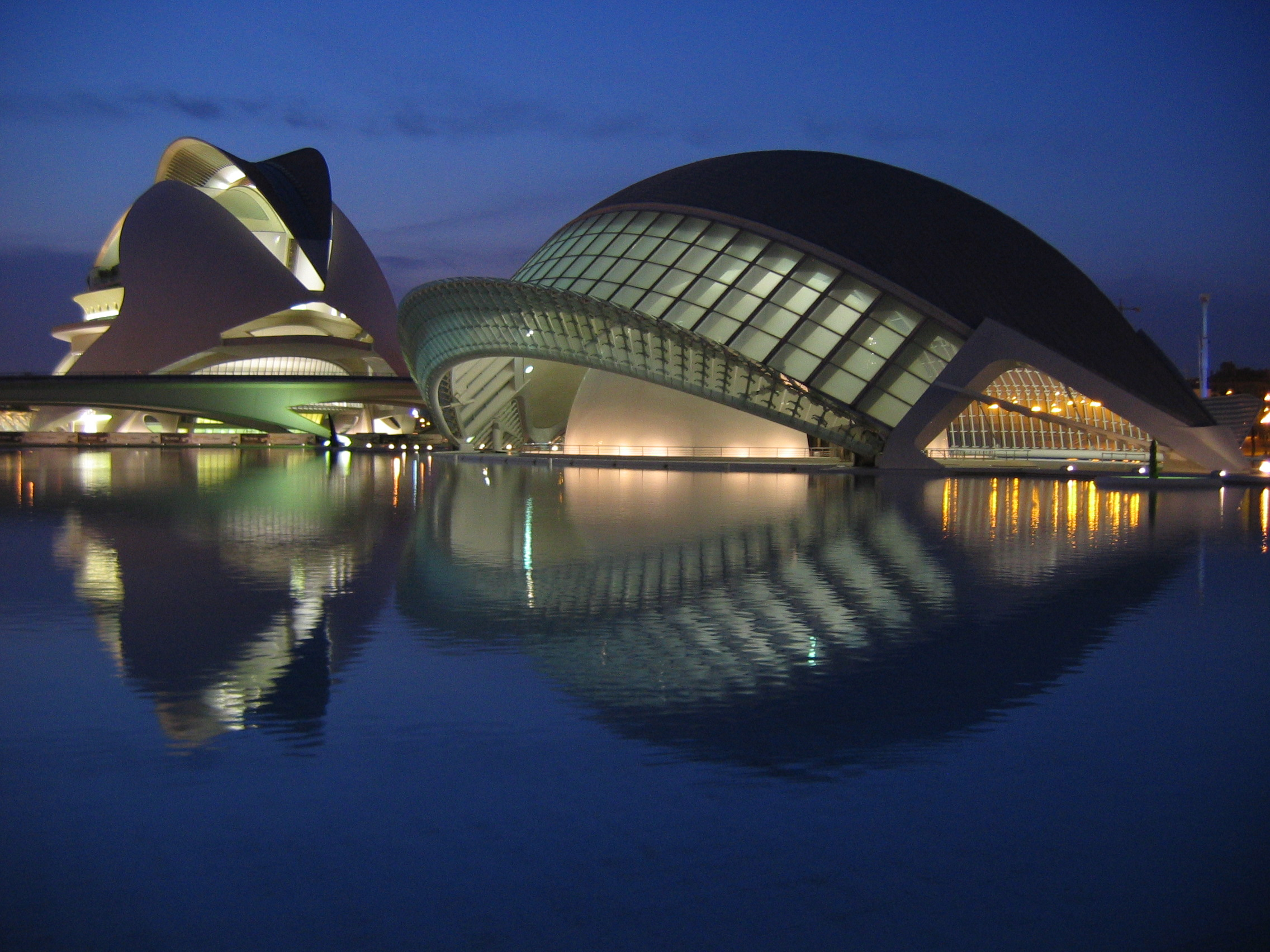
القبة السماوية

فكرة كالاترافا في شرنقة منحنية مصنوعة من الزجاج والخرسانة، طولها 110 مترا وعرضها 55.5 متر، والتي بداخلها أدرج حجم على شكل كوكب.
التصميم الشكلي والحركات التي يستطيع الهيكل بذلها هي إبداع بكل معنى الكلمة: بمثابة شبه عين حيث القبة السماوية هي الحدقة والسقف بمثابة جفن يفتح ويغلق وكأنه عين حقيقية، بانعكاس الشكل في الماء تظهر صورة العين كاملة.
الجفن يضمن نظام محاور مركبة على أجذاع مركزية مثبتة بوقفات. عندما تفتح الهيكل المتحرك تكشف الكرة الداخلية وتضيئها، مما يجعلها تبدو وكأنها عائمة. وبالتالي الفضاء المتاخم للقبة السماوية يكون مغطى تماماً أو جزئياً أو مكشوف حسب وضع السقف

### متحف الأمير فيليب للعلوم
(بالإسبانية: El Museu de les Ciències Príncipe Felipe)‏ هو متحف علوم تفاعلي بشكل يشير إلى الهيكل العظمي لديناصور عملاق، منقسم إلى ثلاثة طوابق رئيسية تقريبا كل منهم 8.000 م².

### أومبركل

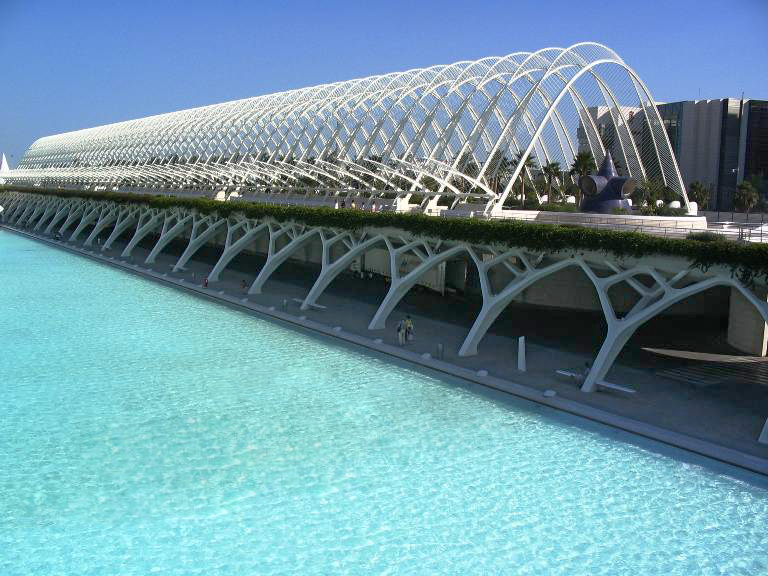
أومبركل - Umbracle

مبنى الUmbracel يقع في الجزء الجنوبي من المشروع على طولة 320 وعرضة 60 م ويتألف من طابقين لقوف السيارات (حتى 900) وباصات (حتى 20) وفي الطابق العلوي مسار معروف بطريق المنحوتات, مزينة بمجموعة واسعة من الأنواع المختلفة من النباتات.
هو أكثر جزء مستقبلي، تتكون من مشية بانورامية طولها 320 م وتتكون من غرانيت وخشب وفولاذ وأعمال فنية، ترافق الزوار على طول الطريق إلى مختلف أنحاء مدينة العلوم. من هذه المنطقة يمكن النظر إلى الحاضر ومستقبل العلوم والتكنولوجيا.
لأومبركل يتضمن درجة عالية من التكنولوجيا الحديثة، وتقاليد الحديقة الشتوية الأوروبية.
المسيرة لها 55 قوس ثابت و 54 متحرك، ارتفاعها يصل إلى 32,80 متر. فوق الأقواس هناك نباتات متسلقة، والتي تدريجياً بدأت تُغطي كل الأقواس. النباتات التي اختارها كالاترافا هي Madreselva لقوتها و Bouganvillea لجمالها.
ُزين بلاط الأومبركل بخشب ألساج الاستوائي الذي هو مقاوم للماء، والرياح والشمس.
على طول الطريق زرعت 50 من الأنواع المختلفة من زهور منطقة بلنسية. وينتهي المسار هذه الحديقة الرائعة 99 نخلة و 78 نخلة قزمة، وب62 شجرة برتقال ،و 42 شجرة من أنواع مختلفة ولكن عادة ما تكون موجودة في منطقة بلنسية ومئات من النباتات الأخرى من جميع أنحاء العالم.

### أوقيانوغرافية
(بالإسبانية: Oceanogràfic)‏ واحد من أكبر أحواض السمك في أوروبا؛ حديقة أوقيانوغرافية في الهواء الطلق، المساحة = 110.000 م². يوجد في الداخل مختلف الموائل المائية للبحار والمحيطات لأكثر من 40.000 نوع مختلف.

### قصر الملكة صوفيا للفنون
قصر الملكة صوفيا للفنون (بالإسبانية: Palacio de las Artes Reina Sofía)‏ هي دار أوبرا ومركز ثقافي في بلنسية (إسبانيا). افتتح المسرح في 8 تشرين الأول / أكتوبر 2005. أول أوبرا—بيتهوفن -Fidelio -كانت في 25 تشرين الأول / أكتوبر 2006.
بناء ضخم بأشكال فريدة, وظيفته إنشاء وتعزيز ونشر جميع الفنون المسرحية. ارتفاعه أكثر من 75 مترا ويغطي مساحة 40.000 م². يشمل ثلاثة داخل القاعات: القاعة الرئيسية ل 1.800 شخص، وقاعة الطعام مع سعة ل 400 شخص وقاعة في الهواء الطلق، وعلى الجزء العلوي من المبنى، لاستيعاب ما لا يقل عن 2.500 شخص.

### آغورا
مشروع مدينة العلوم يشمل أيضاً ساحة كبيرة مغطاة (آغورا) تستضيف البناء الرابع الذي يحمل اسم البحر المتوسط والذي سيكون مركز للمؤتمرات يسع 3 آلاف مقعد. سوف تكون جاهزة في نهاية عام 2009.
الساحة لها سقف متحرك الذي يمكن أن يفتح ويغلق تبعا لما إذا كان هناك الحاجة أم لا لضوء الشمس. شرائط من الصلب مرتبطة بواسطة محور مع واحد من الأقواس الهيكلية للسقف، وكذلك لفترة مع القوس المتحرك. الحركة العمودية لهذا للقوس الثاني يسبب دوران المحور الذي يسمح بانتقال الشرائط إلى الأعلى أو إلى الأسفل.
حركة القوس يمكن أن يتحقق بعمل واحد من المكابس (piston) فقط.
معلومات تقنية هيكل البناء: الصلب، الارتفاع 85 = مترا، الطول يصل إلى 70 مترا

### جسر أسوت دي أور

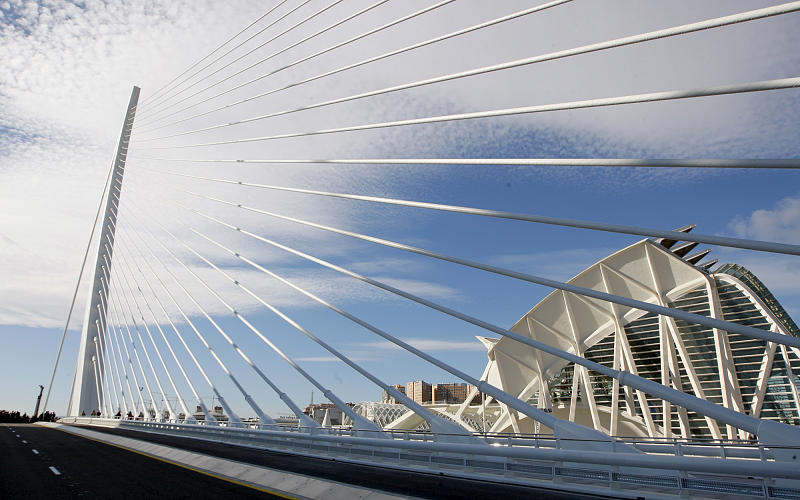
جسر أسوت دي أور

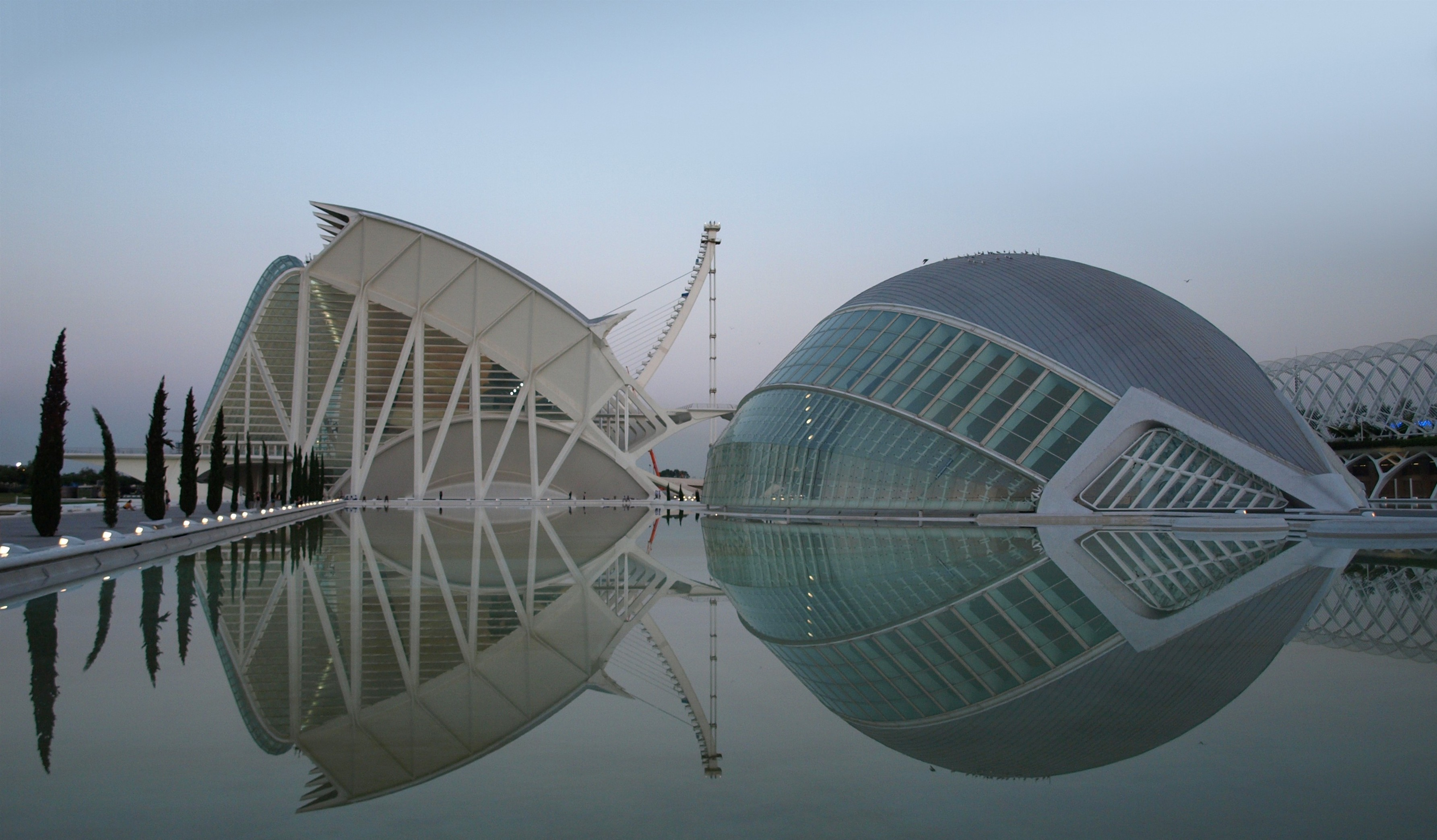
متحف الفنون الملكة صوفيا
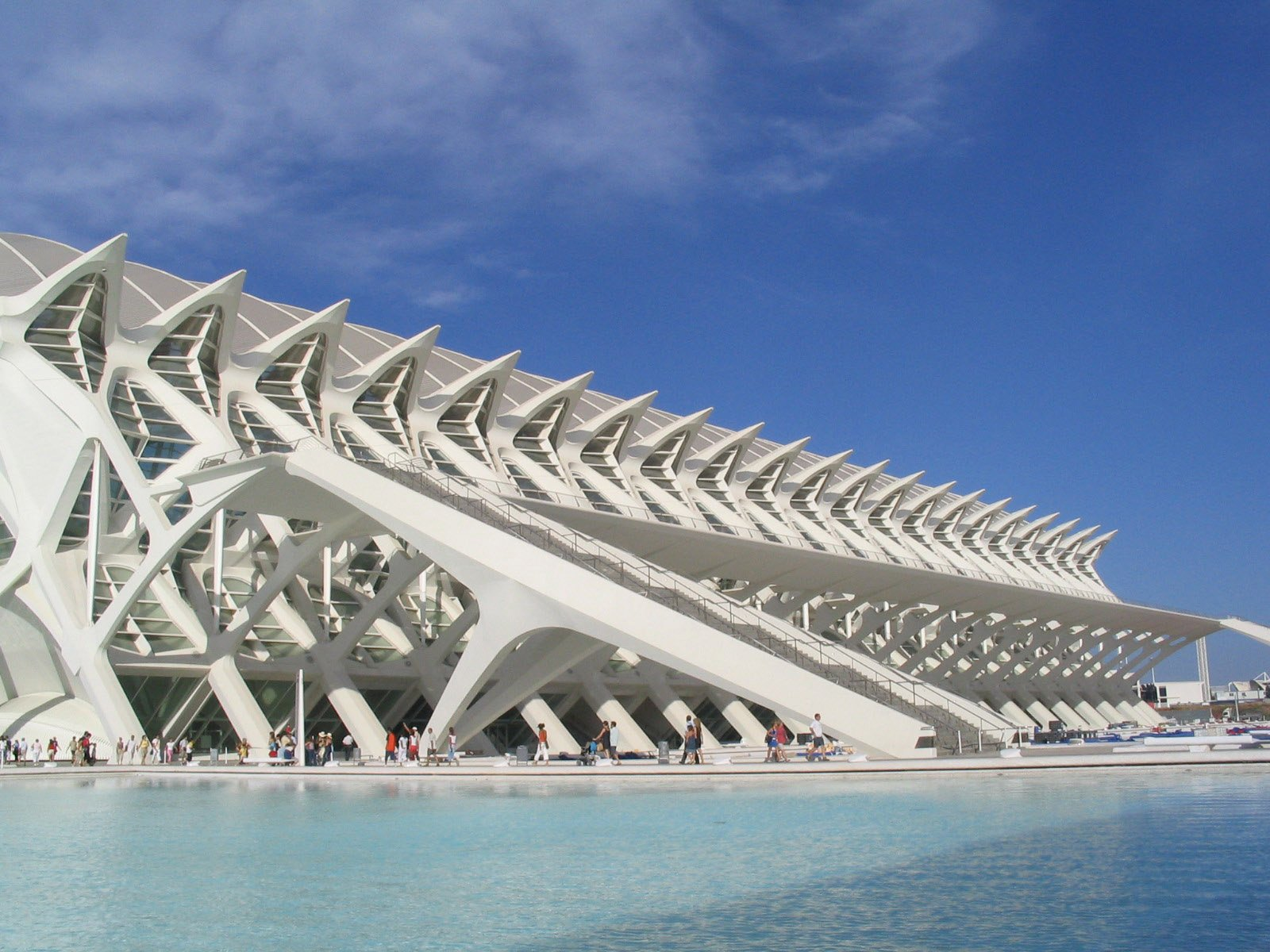
متحف العلوم
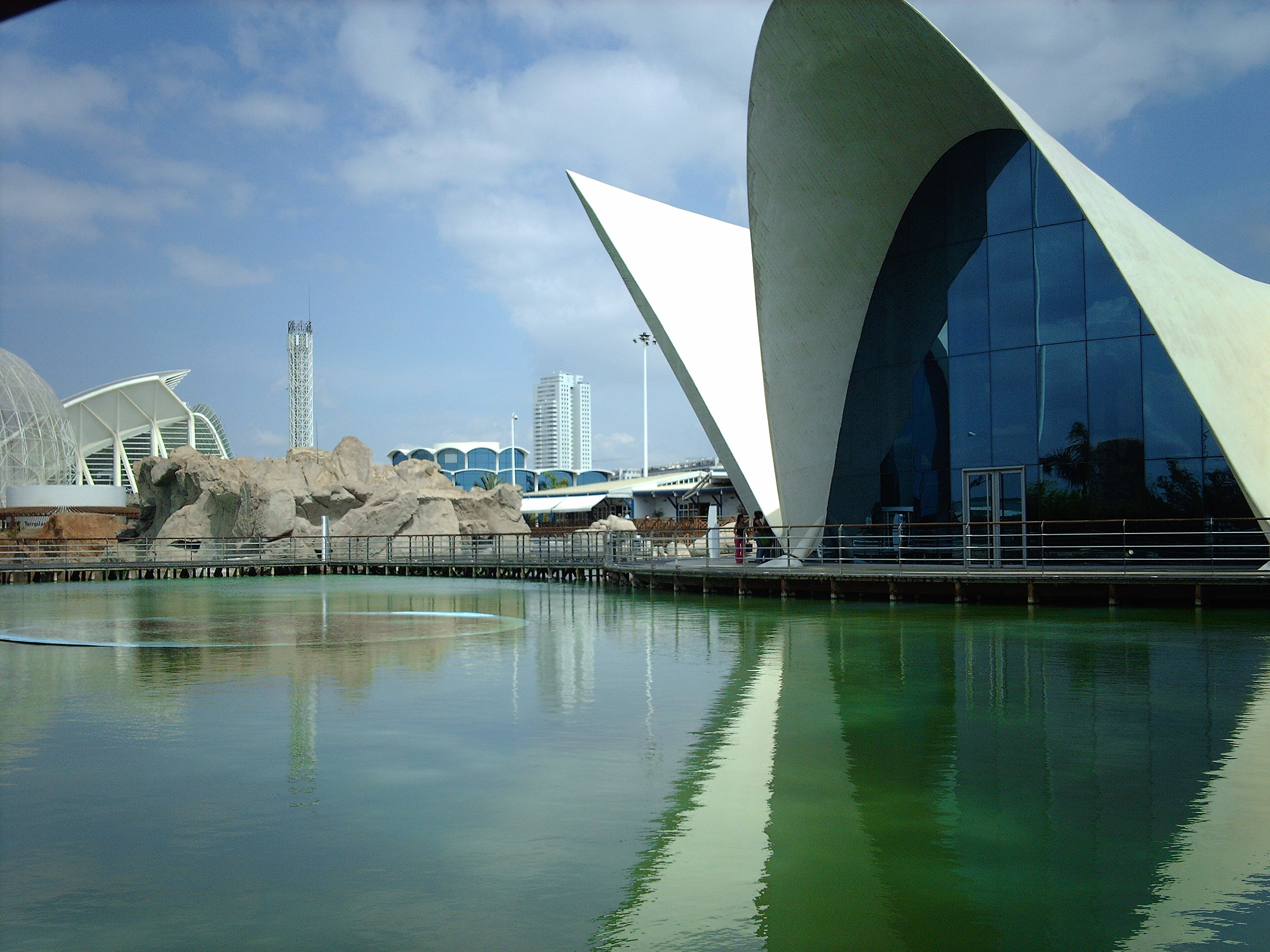
اوسيلنوغرافيك، حوض مياه